# Cupressus arizonica

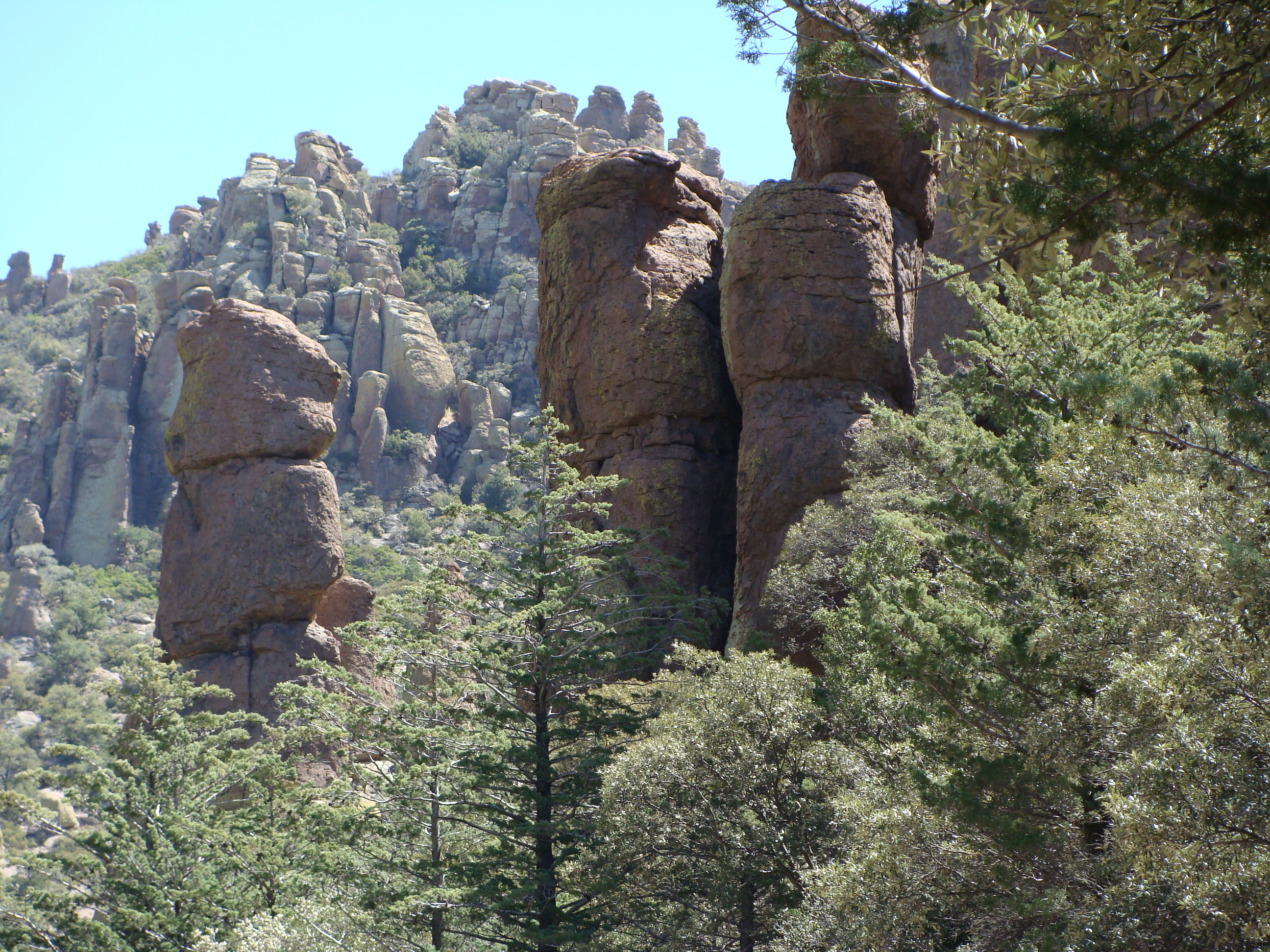
Cupressus arizonica al seu hàbitat natural

Cupressus arizonica és una espècie de conífera de la família de les cupressàcies, natural del sud-oest d'Amèrica del Nord, al sud dels Estats Units d'Amèrica i nord de Mèxic. En estat salvatge es troba als bosquets petits, dispersos, no en grans boscos. Ha estat introduïda a la resta de continents, arribant a estar naturalitzada a molts punts d'Europa.

## Noms comuns
Cupressus arizonica rep diferents noms en català: xiprer blau, xiprer cendrós, xiprer d'Arizona, ciprer cendrós.

## Descripció
És un arbre perenne de mida mitjana amb una capçada cònica, que pot arribar a mesurar 10-25 metres d'altura. El tronc pot arribar als 50 cm de diàmetre amb fullatge gris-verd o blau-verd. Té l'escorça llisa de color marró-rogenca, de la qual es desprenen làmines verticals. Les seves fulles són verd-grisenques, esquamiformes o imbricades amb l'àpex aixecat. Estan proveïdes de glàndules resinoses al dors. Té estròbils llenyosos amb 6-8 escames mucronades de color verdós-bru a la joventut i marró a la maduresa.

## Usos
El seu major ús és ornamental a parcs i jardins de tot el món. És una planta molt utilitzada com a límit per a delimitar parcel·les, a causa del seu caràcter robust i atapeït, a més de ser fàcilment emmotllable a l'hora de podar. També ha estat utilitzada per a la repoblació forestal en algunes zones d'Espanya, destacant La Pedriza (Comunitat de Madrid) i Sierra Morena (Andalusia).

## Taxonomia
Cupressus arizonica va ser descrita per Edward Lee Greene i publicada al Bulletin of the Torrey Botanical Club 9(5): 64–65, l'any 1882.

### Etimologia
- Cupressus: és el nom llatí del xiprer que segons alguns autors prové de "Cyprus" (Xipre), d'on és nadiu i creix de manera silvestre.
- arizonica: epítet geogràfic que fa al·lusió a la seva localització a Arizona.

### Sinonímia
- Callitropsis arizonica (Greene) D.P.Little
- Cupressus arizonica var. arizonica
- Cupressus arizonica var. bonita Lemmon
- Cupressus arizonica var. compacta C.K.Schneid.
- Cupressus arizonica f. compacta (C.K.Schneid.) Rehder
- Cupressus arizonica f. glauca (Woodall) Rehder
- Cupressus arizonica f. glomerata Martínez
- Cupressus arizonica f. minor Martínez
- Cupressus arizonica var. revealiana Silba
- Cupressus arizonica subsp. revealiana (Silba) Silba
- Cupressus benthamii var. arizonica (Greene) Mast.
- Cupressus lusitanica subsp. arizonica (Greene) Maire
- Hesperocyparis arizonica (Greene) Bartel
- Hesperocyparis revealiana (Silba) Silba
- Neocupressus arizonica (Greene) de Laub.[3]